# Humanes de Madrid
Humanes de Madrid es un municipio y localidad española de la Comunidad de Madrid. El término municipal tiene una población de 20 074 habitantes (INE 2024).

## Toponimia
Según el lingüista Edelmiro Bascuas, el nombre de Humanes deriva del tema hidronímico paleoeuropeo *um-, derivado de la raíz indoeuropea *am- 'cauce'.

## Geografía
El término de Humanes de Madrid tiene la condición de villa y está situado en la zona Sur de Madrid. Pertenece al partido judicial de Fuenlabrada, y se halla incluido en la diócesis eclesiástica de Getafe. Se encuentra a 23 km de Madrid capital.
Los municipios limítrofes de Humanes de Madrid son:
| Noroeste: Moraleja de Enmedio | Norte: Fuenlabrada | Noreste: Fuenlabrada |
| Oeste: Moraleja de Enmedio    |                    | Este: Fuenlabrada    |
| Suroeste: Moraleja de Enmedio | Sur: Griñón        | Sureste: Parla       |

## Historia
El departamento de historia del instituto de educación secundaria de Humanes (IES Humanes) construyó un aula arqueológica en el periodo 2003-2004. En esta aula se muestra la reconstrucción realizada con un objetivo didáctico de un dolmen, construcción funeraria típica de la época del Neolítico. En el aula hay abundante material reconstruido a modo de ejemplo y también algunas piezas únicas que hablan de la presencia y modo de vida en la prehistoria de la zona.
En Humanes también hay constancia del paso de civilizaciones posteriores, desde tribus pre-iberas hasta la dominación romana. De hecho, el yacimiento encontrado en Humanes sacó a la luz fragmentos de cerámica, ídolos protectores y útiles de sílex de la Edad del Bronce, y tégulas, tejas planas utilizadas en la cultura latina.
El primer documento que habla de Humanes data del año 1141, y en él Alfonso VII dona la villa a Pedro Brimonis, aludiendo al término que había otorgado ya Alfonso VI durante la repoblación cristiana tras la toma de la taifa de Toledo. Su sucesor, Pelayo Pérez, fue protagonista de dos momentos importantes de la historia de la villa, pues en 1173 le otorgó la Carta Puebla y solo tres años después donó la villa de Humanes bajo ciertas condiciones a la Orden de San Juan de Jerusalén o "del Hospital", orden religioso-militar creada en Jerusalén en el siglo XI con la finalidad de atender a los peregrinos cristianos de Tierra Santa y luchar contra los musulmanes.

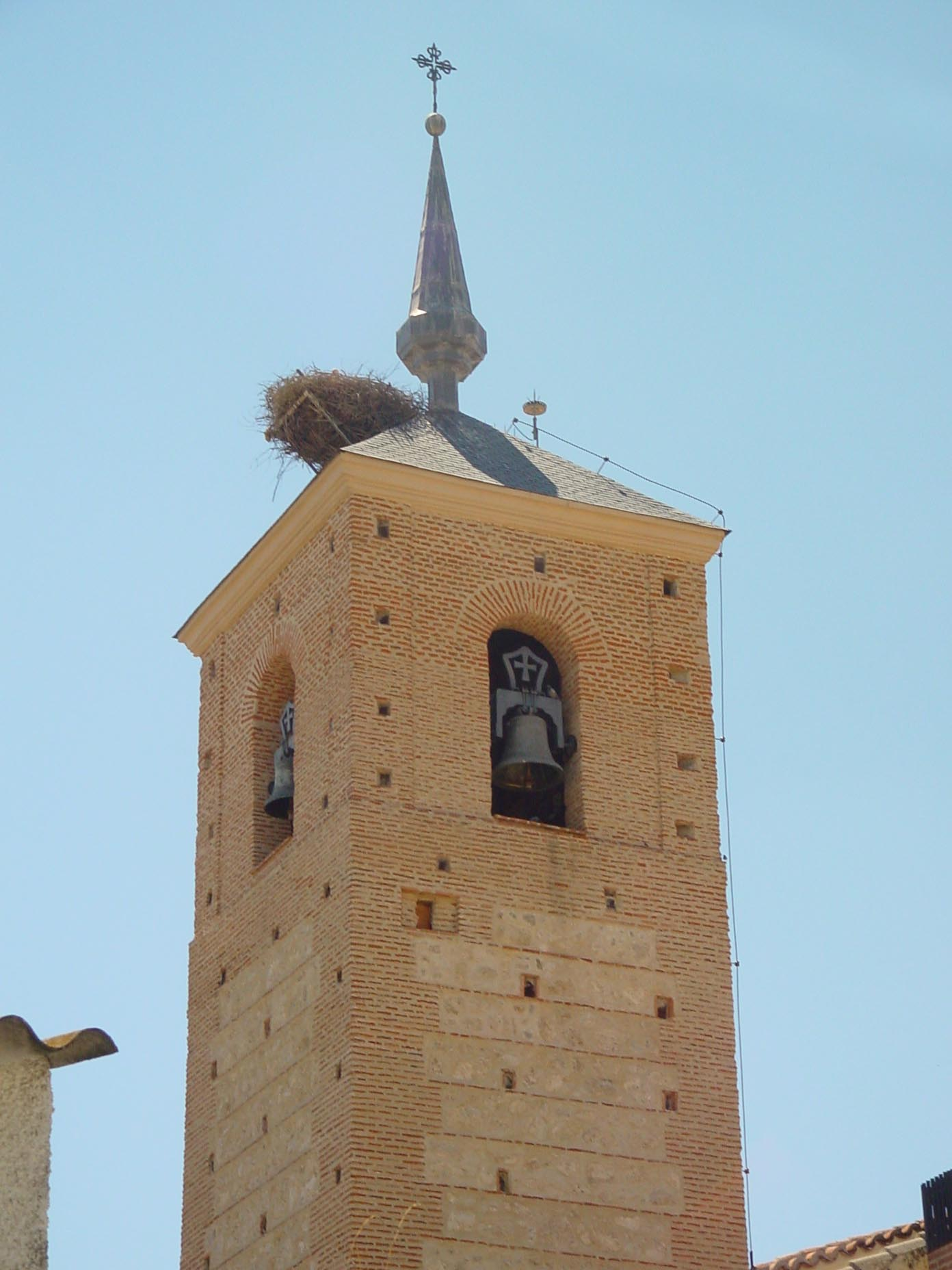
Torre de la iglesia parroquial de Santo Domingo de Guzmán

A pesar de la donación, la Orden no ejerció el señorío sobre la villa, pues esta fue entregada en 1183 al conde Fernando Núñez de Lara, quien retuvo sus derechos sobre Humanes hasta 1193.
Humanes, al convertirse en patrimonio sanjuanista en el siglo XII, pasó a ser una de las fuentes de ingresos que sufragaban los gastos de la orden. No se conoce el momento exacto ni los motivos de la salida de Humanes de la Orden de San Juan, pero parece evidente que los cambios que terminaron con la Edad Media para introducir a Europa en una nueva era, acabaron también con instituciones como la sanjuanista tan afín a la mentalidad medieval. Los nuevos poderes en auge no solo retiraron su respaldo a la Orden sino que comenzaron su lucha por hacerse con los beneficios que esta tenía en Humanes. Esta pugna, entre poderes establecidos y emergentes, debió de caracterizar la villa en el siglo XV.
La figura clave en el proceso de transformación fue Pero López de Ayala "el Tuerto", quien en 1445 recibirá de Juan II el Señorío de Humanes. Los López de Ayala no eran extraños en estas tierras pues, ya en estos años, habían allanado el camino comprando en Humanes diversas propiedades.
Con la concesión del vasallaje a los Ayala, que posteriormente recibirían el título de Condes de Fuensalida, no se reducirá la presión sobre los habitantes de Humanes, pues Pedro López de Ayala gozaba, no solo de privilegios determinantes, como la jurisdicción civil y criminal, la elección de los cargos públicos o el cobro de gran cantidad de tributos, sino que también eran dueños de la mayor parte del territorio, que arrendaban para el cultivo. Un descendiente de Pedro López de Ayala fue perdiendo paulatinamente sus posesiones en favor de los habitantes de la villa.
En 1500 pertenece al mayorazgo de la marquesa de Villa Sierra y en 1620 aparece como parte del patrimonio del conde de Fuensalida.
En 1833, debido a un reajuste de las provincias españolas, Humanes deja de pertenecer a Toledo y se integra en la Madrid. En el final del siglo XVIII eran típicos los cultivos de trigo, cebada, centeno, avena, garbanzos, judías, algarrobas, uvas, aceitunas y hortalizas.
A mediados del siglo XIX, el lugar contaba con una población censada de 298 habitantes. La localidad aparece descrita en el noveno volumen del Diccionario geográfico-estadístico-histórico de España y sus posesiones de Ultramar de Pascual Madoz de la siguiente manera:

HUMANES DE MADRID: v. con ayunt. de la prov., aud terr. y c. g. de Madrid (4 leg.), part. jud. de Getafe (2), dióc. de Toledo (8): sit. en terreno llano y entre dos arroyos; la combaten todos los vientos; su clima es frio y sus enfermedades mas comunes tercianas. Tiene 45 casas distribuidas en 2 calles y 1 plaza; hay casa de ayunt., cárcel, escuela de instruccion primaria á la que concurren 20 niños, que se hallan á cargo de un maestro dotado con 1,095 rs., una fuente con 2 caños de buenas aguas de las que se utilizan los vec. para sus usos, y una igl. parr. (Sto. Domingo de Guzman), servida por un párroco, cuyo curato es de entrada y provision ordinaria; el cementerio se halla al N. en parage que no ofende la salud pública. El térm. confina N. Fuenlabrada; E. Parla; S. Griñón, y O. Moraleja de Enmedio; en él se encuentra una alameda de unos 40 olmos, un prado boyal como de 40 fan. de tierra y algún viñedo; circundan al pueblo dos arroyos, de los cuales se forma el denominado de Guaten, que desemboca en el Tajo. El terreno es arenoso y flojo. caminos: de herradura que dirigen á los pueblos limítrofes y la carretera de Madrid, todos en mal estado. correos: se reciben de Móstoles, por balijero, los miércoles y domingos, y salen los martes y sábados. prod.: trigo, cebada, centeno; algo de aceite y vino, mantiene ganado lanar, vacuno y de cerda. pobl.: 50 vec., 298 alm. cap. prod.: 6.941,003 rs. imp.: 302,416. contr., según el cálculo general y oficial de la prov., 9'65 por 100. El presupuesto municipal asciende de 3 á 4,000 rs., y se cubre con el prod. de propios y reparto vecinal.
(Madoz, 1847, p. 359)

A principios del siglo XX todos los días se llevaban productos a Madrid (coliflores, pepinos...) para venderlos en los principales mercados. En ganadería era importante la explotación de bovino, porcino y algunos rebaños de ovejas. La población se ha mantenido estable a través de los cuatro siglos de historia, hasta la década de 1970, momento en el que pasa de 1200 habitantes dedicados en su mayoría a la agricultura, al actual crecimiento progresivo.

## Demografía
Cuenta con una población de 20 074 habitantes (INE 2024).
| Gráfica de evolución demográfica de Humanes de Madrid entre 1842 y 2021                                                                                      |
| |
| Población de derecho según los censos de población del INE Población de hecho según los censos de población del INEEn este censo se denominaba Humanes: 1842 |

## Transporte

### Carreteras
- Carretera de Toledo (A-42) desvío a Fuenlabrada por la (M-506) y desde Fuenlabrada por la (M-405) que va a Griñón.
- Carretera de Extremadura (A-5) desvío a Móstoles por la (M-506) hacia Fuenlabrada y desde allí hacia Griñón por la M-405.
- Carretera M-405 (Fuenlabrada-Humanes-Griñón).
- Carretera M-407 (Griñón-Humanes-Loranca-Leganés).
- Carretera M-410 (Arroyomolinos-Humanes-Parla-A-42).
- Carretera M-413 (Fuenlabrada-Humanes Polígonos-Moraleja de Enmedio-Arroyomolinos).
- Carretera M-419 (Pol. Fuenlabrada-Humanes-Torrejón de la Calzada).

### Transporte público

#### Tren
Humanes de Madrid cuenta con una estación de ferrocarril abierta desde el año 2004, que actúa como cabecera de línea, aunque no todos los trenes finalizan en esta estación debido a su distinta frecuencia.
- Estación de Humanes, perteneciente a la línea C-5 de Cercanías Madrid.

#### Autobús
Dispone de seis líneas de autobús que comunican Humanes con otros municipios de la zona, y desde el 22 de mayo de 2023 también con Madrid.
| Línea | Recorrido                                                             |
| ----- | --------------------------------------------------------------------- |
| 468   | Getafe – Griñón / Casarrubuelos / Serranillos                         |
| 470   | Madrid (Plaza Elíptica) - Humanes - Griñón - Serranillos del Valle    |
| 471   | Humanes de Madrid - Fuenlabrada - Parla - Pinto                       |
| 496   | Fuenlabrada (Hospital) - Moraleja de Enmedio - Arroyomolinos (Xanadú) |
| 497   | Leganés - Moraleja de Enmedio (Las Colinas)                           |
| 498   | Móstoles - Arroyomolinos - Moraleja de Enmedio                        |
| N807  | Madrid (Atocha) - Getafe - Humanes - Griñón                           |

## Economía
Posee varias de las mayores zonas industriales de la comunidad de Madrid, enclavadas entre la carretera que va hacia Moraleja de Enmedio M-413 y la que va hacia Griñón M-405.
Actualmente ha dejado de ser un pequeño pueblo de carácter agrícola. El cada vez más pequeño porcentaje (0,4 %) que ocupa el sector primario (agricultura y ganadería) se ha transformado aprovechando las excepcionales condiciones naturales de la zona para ofrecer a toda Europa algunos de los productos que destacan a nivel europeo por su calidad: la lechuga y la coliflor. Hoy, casi un 45 % de la población de Humanes se dedica a la industria, un 20 % a la construcción y un 35 % al sector servicios.
Al ser Humanes una parte importante del sector industrial dentro de la Comunidad de Madrid da trabajo a gran parte de habitantes de poblaciones cercanas, como por ejemplo Móstoles, Fuenlabrada o Moraleja de Enmedio.

## Administración y política

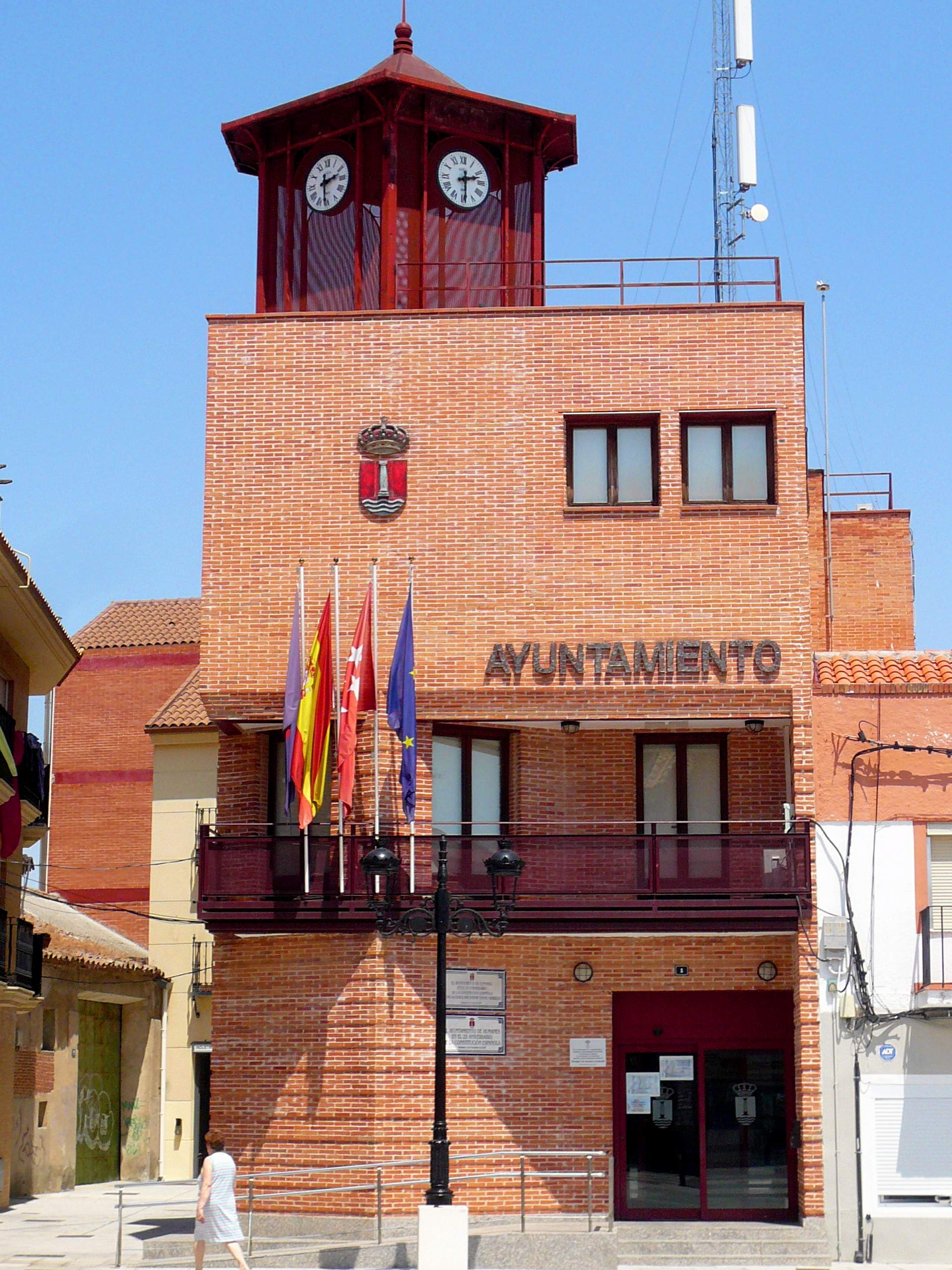
Ayuntamiento de Humanes

### Alcaldes desde la democracia
| Lista de alcaldes |                                                                            |                                                          |
| Años              | Nombre                                                                     | Partido Político                                         |
| 1979-1983         | Julio Pacheco Benito                                                       | Independiente                                            |
| 1983-1987         | Julio Pacheco Benito                                                       | Coalición Popular (CP)                                   |
| 1987-1991         | Julio Pacheco Benito                                                       | Alianza Popular (AP)                                     |
| 1991-1995         | Julio Pacheco Benito                                                       | Partido Popular (PP)                                     |
| 1995-1999         | Adolfo Álvarez Sojo                                                        | Partido Socialista Obrero Español (PSOE)                 |
| 1999-2003         | Adolfo Álvarez Sojo                                                        | Partido Socialista Obrero Español (PSOE)                 |
| 2003-2007         | José Antonio Sánchez Rodríguez (2003-2004) Adolfo Álvarez Sojo (2004-2007) | Partido Popular (PP) Compromiso Social con Humanes (CSH) |
| 2007-2011         | Adolfo Álvarez Sojo                                                        | Compromiso Social con Humanes (CSH)                      |
| 2011-2015         | José Antonio Sánchez Rodríguez                                             | Partido Popular (PP)                                     |
| 2015-2019         | José Antonio Sánchez Rodríguez                                             | Partido Popular (PP)                                     |
| 2019-2023         | José Antonio Sánchez Rodríguez                                             | Partido Popular (PP)                                     |
| 2023-2024         | José Antonio Sánchez Rodríguez                                             | Partido Popular (PP)                                     |
| 2024-             | Óscar Lalanne Martínez de la Casa                                          | Partido Popular (PP)                                     |

| Partidos políticos en el Ayuntamiento de Humanes de Madrid |                                          |            |
| Partido político                                           | Partido político                         | Concejales |
|                                                            | Partido Popular (PP)                     | 8          |
|                                                            | Partido Socialista Obrero Español (PSOE) | 5          |
|                                                            | Ciudadanos (Cs)                          | 2          |
|                                                            | Podemos                                  | 1          |
|                                                            | Vox                                      | 1          |

## Educación
En Humanes de Madrid hay:

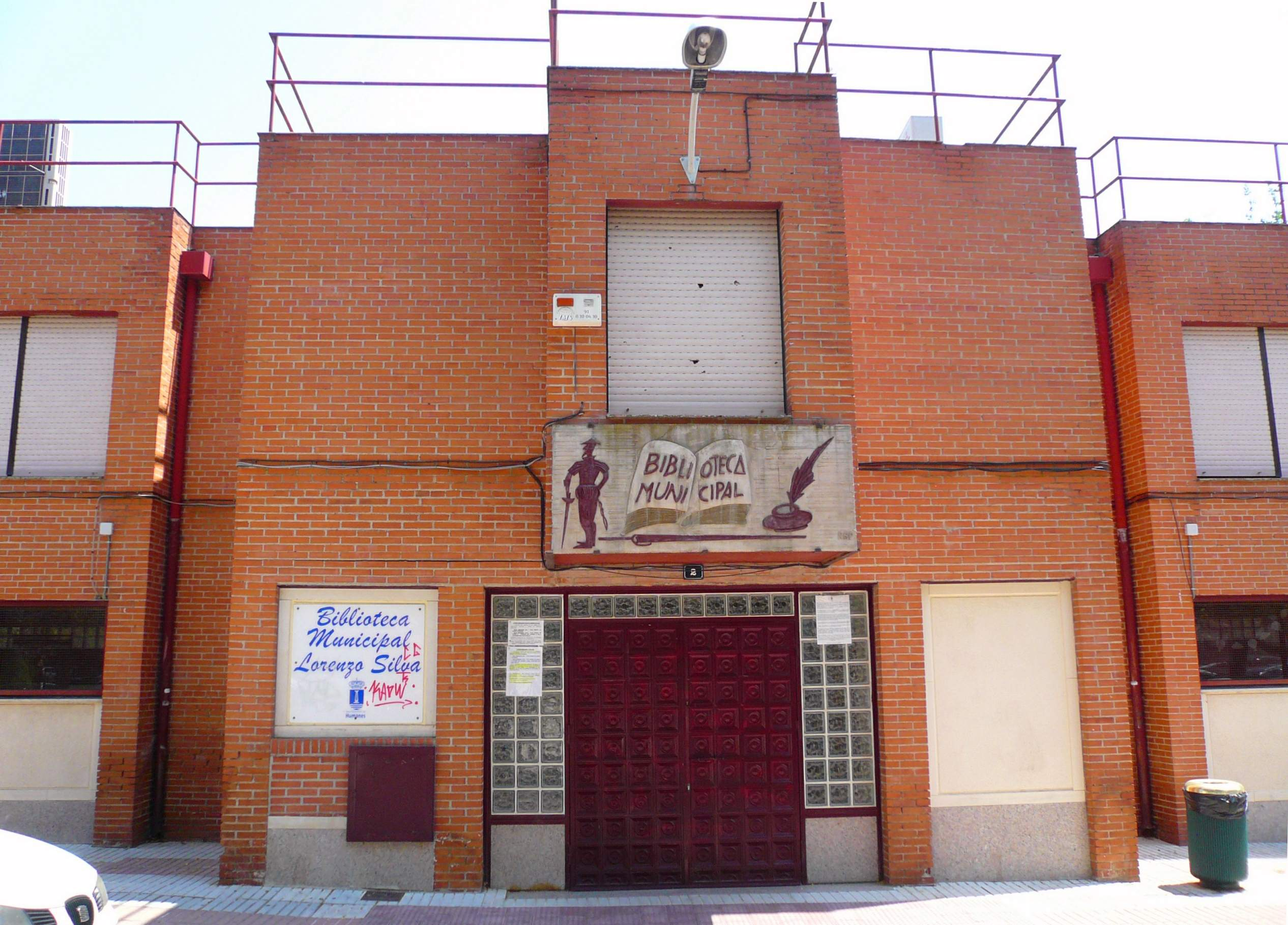
Biblioteca municipal

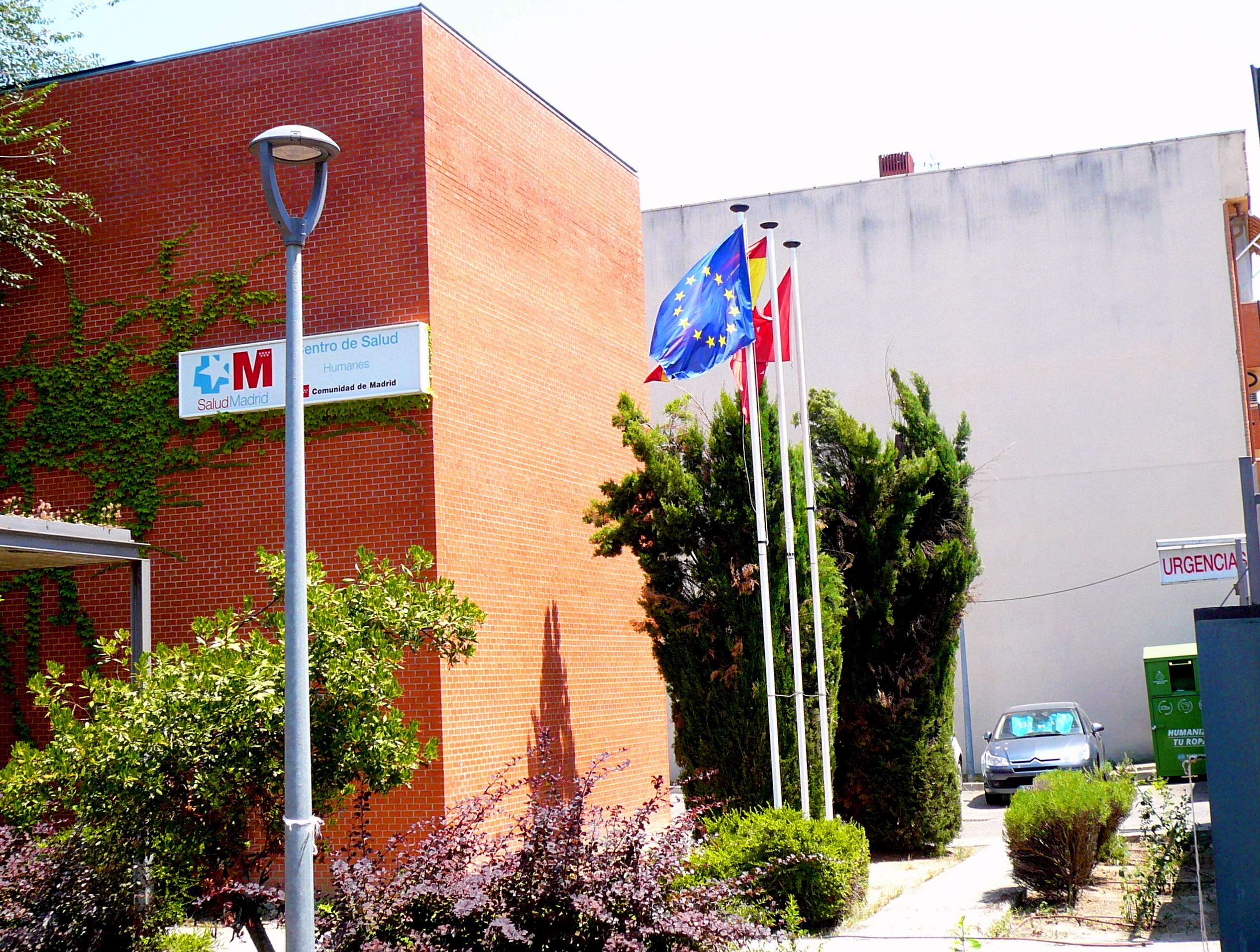
Centro de salud

- 7 escuelas infantiles (3 públicas y 4 privadas).

- 4 colegios públicos de educación infantil y primaria:
- Colegio Santo Domingo de Guzmán.
- Colegio Campo Hermoso.
- Colegio Hermanos Torá.
- Colegio Pedro de Brimonis.

- 1 colegio concertado de educación infantil, primaria, secundaria y bachillerato:
- Colegio concertado: colegio Santo Ángel la dehesa de Humanes de Madrid. Desde 2021 se renombró a simplemente colegio La Dehesa de Humanes de Madrid debido a un cambio de la dirección del centro.

- 2 institutos de educación secundaria y bachillerato:
- IES Humanes (ESO y Bachillerato).
- IES Fernando Fernán Gómez (ESO y Bachillerato).

## Patrimonio

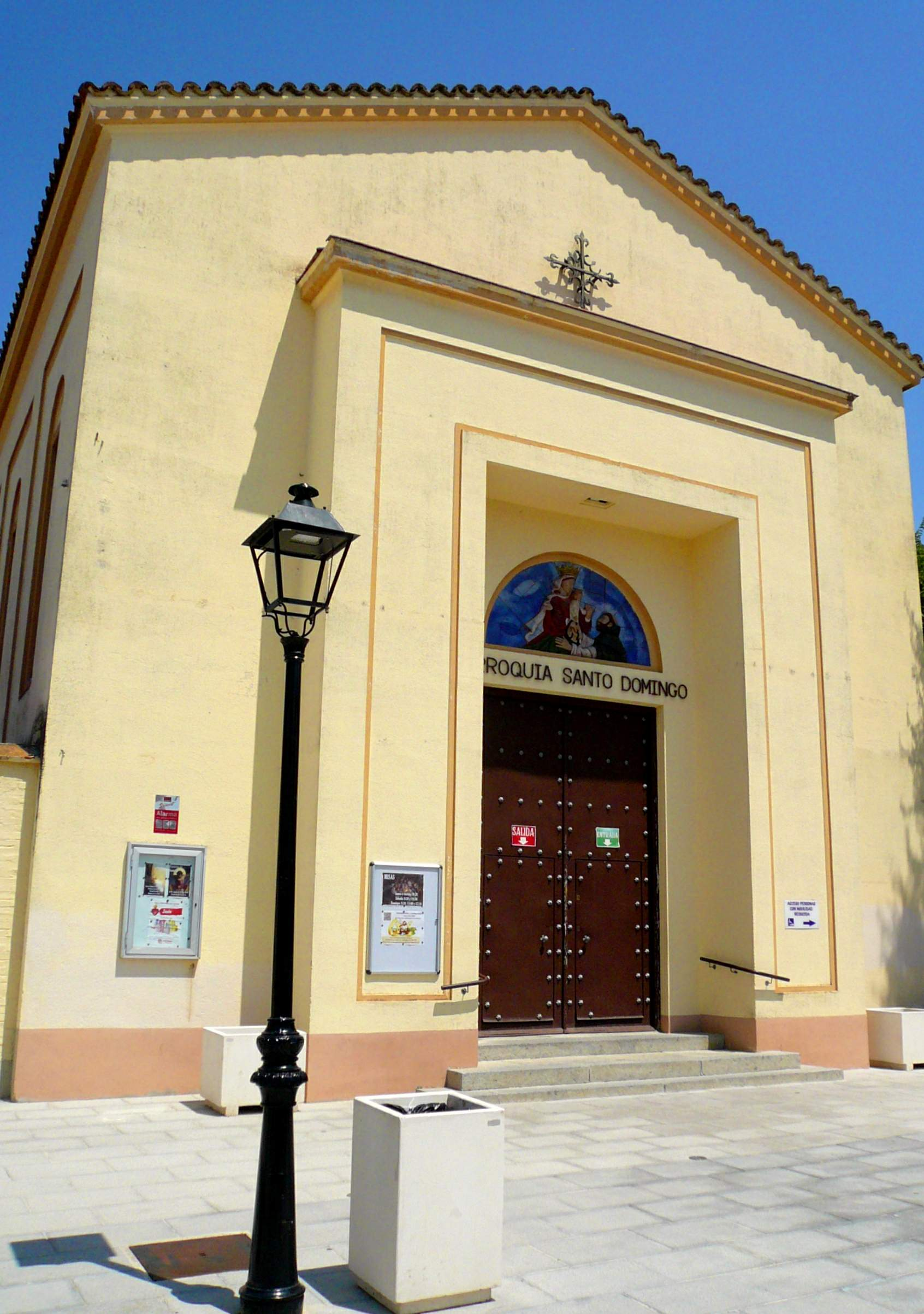
Iglesia parroquial de Santo Domingo de Guzmán

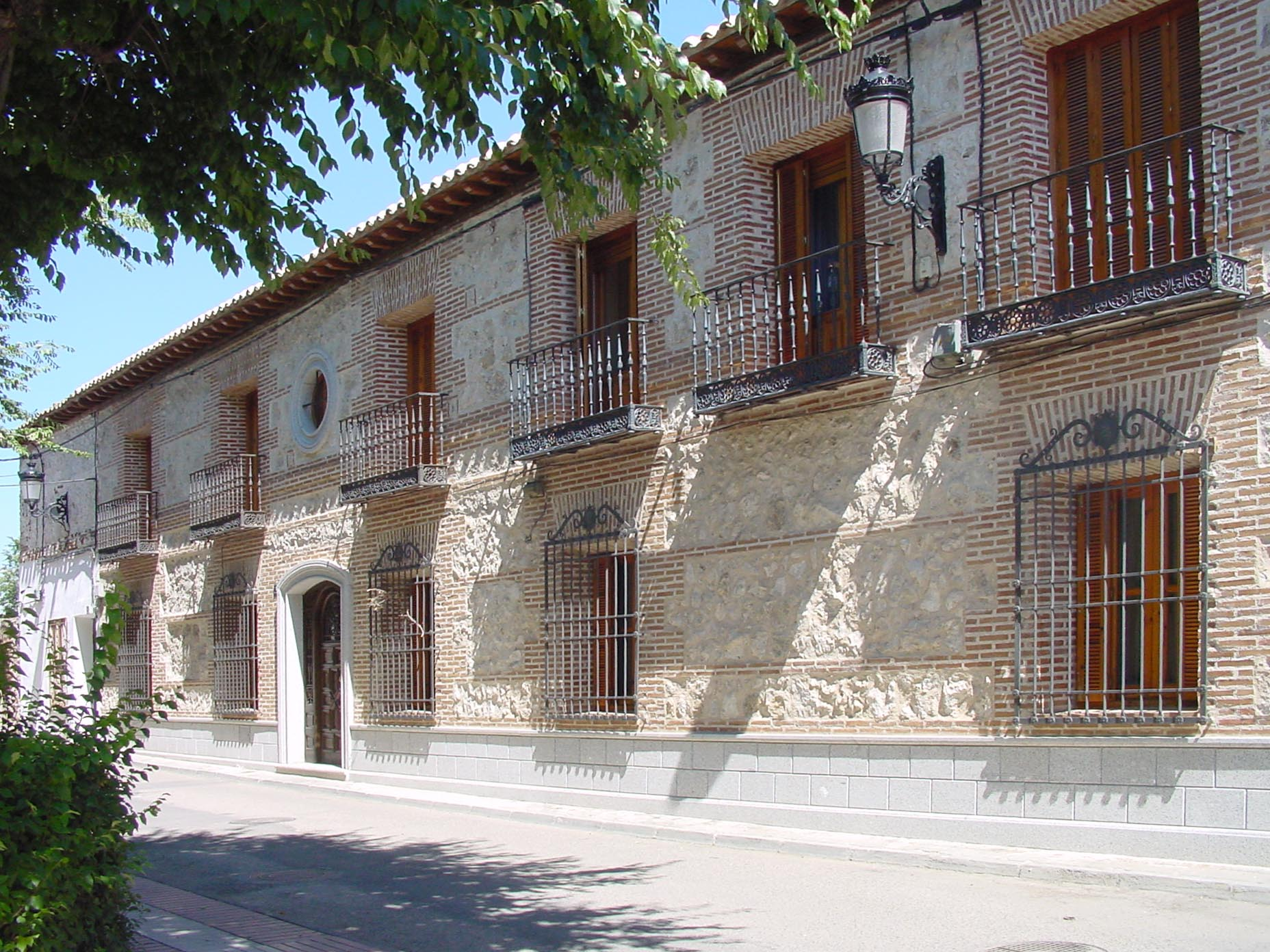
Casa Escobar

### Iglesia de Santo Domingo de Guzmán
Durante la guerra civil española, en agosto de 1936, cayó sobre la iglesia de Santo Domingo una bomba que destruyó gran parte del templo. Solo quedaron en pie la torre de estilo mudéjar toledano como las de Cubas, Griñón o Móstoles y las paredes de la capilla. Se restauró en 1953 la torre y en 1963 la capilla.
Dentro de la iglesia cabe destacar algunos elementos como la capilla del Santísimo Cristo de la Columna, la Virgen de la Guía o el Cristo de la Agonía.

### Casa Escobar
En la plaza, auténtico centro de la vida de Humanes, muy cerca de la iglesia, se encuentra la llamada "Casa Escobar". Es un edificio de ladrillo "de aparejo toledano" que pudo tener relación con Martínez Escobar. Hubo otra casa importante conocida como la "Casa del Conde", hoy desaparecida. Sabemos que ya existía en el siglo XVI y parece que era propiedad del conde de Fuensalida. Tras la guerra, se utilizó el edificio para el culto, dado el estado en que quedó la iglesia. Hoy está en su lugar el colegio público Hermanos Torá.

### Parque del Prado de la Casa
El parque del Prado de la Casa se encuentra en el centro de Humanes de Madrid, en la zona conocida como "La Casa". Es accesible y se encuentra cerca de otras áreas residenciales y comerciales. El parque cuenta con amplias zonas verdes y arboladas, lo que lo convierte en un espacio agradable para pasear, relajarse y disfrutar de la naturaleza. Tiene senderos para caminar, correr y andar en bicicleta, lo que lo hace ideal para actividades al aire libre. El parque dispone de áreas de juegos infantiles, donde los niños pueden disfrutar de columpios, toboganes y otros juegos. También cuenta con bancos y mesas para que las personas puedan descansar, hacer pícnic o socializar. Además de las zonas verdes, el parque cuenta con instalaciones deportivas, como pistas de pádel y una pista polideportiva, donde se pueden practicar diferentes actividades deportivas. El parque del Prado de la Casa también alberga diversos eventos y actividades culturales y de ocio, como conciertos al aire libre, festivales, ferias y celebraciones locales.

### Teatro Ana Diosdado
El Teatro Ana Diosdado se encuentra en el centro de Humanes de Madrid, en la calle Vicente Aleixandre. Es un espacio accesible y está cerca de otras instalaciones culturales y comerciales en la zona. El teatro lleva el nombre de Ana Diosdado, reconocida actriz, dramaturga y directora española, en reconocimiento a su contribución al mundo del teatro. El teatro cuenta con una sala principal con capacidad para alrededor de 250 personas. Tiene un escenario adecuado para presentaciones teatrales, espectáculos de danza, música en vivo y otras actuaciones artísticas. El Teatro Ana Diosdado presenta una variada programación cultural a lo largo del año. Esto incluye obras de teatro, tanto clásicas como contemporáneas, espectáculos de danza, conciertos musicales, recitales y eventos especiales. La programación está diseñada para atraer a diferentes tipos de público y ofrece una variedad de géneros y estilos. Además de las presentaciones artísticas, el teatro también acoge eventos comunitarios y actividades relacionadas con el ámbito cultural local. Estos pueden incluir festivales, muestras de arte, concursos y otras iniciativas que fomentan la participación de la comunidad.

### Plaza de la Constitución
La plaza de la Constitución es el principal espacio público y el corazón del municipio de Humanes de Madrid, ubicado en la Comunidad de Madrid, España. Es una plaza central en la cual se encuentra el ayuntamiento de la localidad y que también ha sido testigo del desarrollo histórico de la localidad, es un lugar de encuentro popular para residentes y visitantes. Algunos aspectos destacados de la plaza incluyen su arquitectura tradicional, actividades culturales y festivas, así como una variedad de servicios cercanos como restaurantes o colegios. La plaza es un punto de referencia importante en la vida diaria de la comunidad local, con una atmósfera animada y una ubicación conveniente para disfrutar de la vida social y las actividades en el municipio.

## Fiestas

### Cristo de la Columna y Virgen de la Guía
Antiguamente no se celebraban ambas fiestas a la par. El día 1 de mayo, la protagonista era la Vera Cruz, el 2 la Virgen de la Guía y el segundo domingo de mayo, el Cristo de la Columna. Hoy se celebran las dos últimas el 2.ª domingo de mayo al quedar "la Guía" incorporada a la Hermandad del Cristo.
Esta fiesta en honor del Cristo ha sido siempre "principal", de gran esplendor y respaldo, no solo por los miembros de la Hermandad, sino por todo el pueblo, celebrándose numerosos actos religiosos y profanos. Muchos de los actos organizados se han mantenido inalterados desde finales del siglo XVII, según las Actas de la Cofradía del Cristo de la Columna. Como curiosidad, el día de la bajada del Cristo las mozas jóvenes y mujeres del pueblo deben estrenar las zapatillas más bonitas y un pañuelo, el más vistoso, para cubrirse el cabello tal como era preceptivo para entrar en los templos.

### Virgen del Amor Hermoso
Se celebra el 31 de mayo, aunque últimamente está tomando fuerza la costumbre de cambiarla al último domingo de mayo, sea o no 31. A la Virgen del Amor Hermoso se la conoce en Humanes como la "Virgen de las Mozas" ya que la Hermandad del Amor Hermoso está compuesta exclusivamente por mujeres.
Desde antiguo se relacionan a las fiestas las mayordomas, cuatro mujeres nombradas por turno dentro de la Hermandad, que son las encargadas de llevar las cintas que penden de la Virgen durante la procesión, y de la organización de todos los actos. Van ataviadas de traje corto negro, mantilla y peineta castellana, luciendo el escapulario azul de cintas rojas con la efigie de la Virgen. En su acceso al templo van acompañadas por los dos varones mayordomos del año.
Durante el día de la festividad, las mujeres mandan y gobiernan en Humanes manteniéndose los hombres en un segundo plano sin intervenir para nada ni en la fiesta ni en sus preparativos.

### Santo Domingo de Guzmán
Santo Domingo es el patrón de Humanes y, como tal, tiene su lugar en el calendario festivo. Hasta hace poco el día señalado era el 4 de agosto, pero en la actualidad es el 8 de agosto. Los actos principales son las misas, procesiones, verbenas y bailes en la plaza.

### Cristo de la Agonía
Hasta comienzos del siglo XVIII las fiestas en Humanes de Madrid concluían en la festividad de Santo Domingo. Sin embargo, con la creación de la advocación del Cristo de la Agonía, Humanes alargó su calendario festivo.
El Cristo de la Agonía como festividad, se ha encaramado, sobre todo por la oportunidad y buena elección de las fechas, a ser la principal. Se celebra el 3.er fin de semana de septiembre.
La razón de esta fiesta hay que buscarla en la finalización de las actividades agrícolas en el conjunto de la población, que de esta manera encontraba nuevos motivos para divertirse, y medios con que hacerlo. Los actos religiosos guardan muchas similitudes respecto a los del Cristo de la Columna.
Respecto a los actos profanos cabe destacar los festejos taurinos que han gozado de gran fama desde antiguo (encierros y corridas de toros).